# 402 (číslo)
Čtyři sta dva je přirozené číslo. Následuje po číslu čtyři sta jedna a předchází číslu čtyři sta tři. Římskými číslicemi se zapisuje CDII a řeckými číslicemi υβ.

## Matematika
402 je:
- Abundantní číslo
- Složené číslo
- Nešťastné číslo

## Astronomie
- (402) Chloë je planetka hlavního pásu, kterou objevil v roce 1895 Auguste Charlois

## Roky
- 402
- 402 př. n. l.